# Талис
Талис (фр. Thalys) је брзи воз који саобраћа на рути Париз—Брисел и део пруге дели са Евростаром који иде за Лондон.
Талиси су састављени од два типа те-же-ве (TGV) возова које ради француска фабрика Алстом: ПБА и ПБКА.
Поред Брисела саобраћају и на пруги Антверпен, Хаг, Ротердам, Амстердам, Лијеж, Ахен и Келн. Брзине које воз постиже су прилично високе. Даљи саобраћај према Немачкој није могућ због другачијег напона у мрежи.
Вожња од Брисела до Париза (Гар де Норт) траје 1 час и 25 минута, при чему се прелази 300 километара, а највећа брзина је 300 km/h.
Због брзине ове пруге Ер Франс је отказао летове између Париза и Брисела.

## Техничке карактеристике
- Максимална брзина : 300  (верзија ПБКА)
- Јачина мотора : 8.800
- Тип мотора : 8 електричких асинхроних трофазних
- Дужина : 200
- Ширина : 2,9
- Маса : 385 t
- Број седишта : 377 (1. разред 120, 2. разред 257)